# آمریکا، بخش کارتوزی
امریکا، بخش کارتوزی (به لاتین: Ameryka, Kartuzy County) یک منطقهٔ مسکونی در لهستان است که در Gmina Sierakowice واقع شده‌است.

## خصوصیات
امریکا ۹ نفر جمعیت دارد.